# Liga Nacional de Honduras
De Liga Nacional de Honduras is de nationale voetbalcompetitie van Honduras.
Jaarlijks strijden tien clubs voor het landskampioenschap. Het seizoen bestaat uit twee delen: de Apertura (Opening, september-december) en de Clausura (Sluiting, januari-mei). Beide seizoenshelften leveren een kampioen op.

## Winnaars
| - 1965/66 : Deportivo Platense - 1966/67 : CD Olimpia - 1967/68 : CD Olimpia - 1968/69 : CD Motagua - 1969/70 : CD Olimpia - 1970/71 : CD Motagua - 1971/72 : CD Olimpia - 1972/73 : niet gehouden - 1973 : CD Motagua - 1974 : Real España - 1975 : Real España - 1976 : Real España - 1977 : CD Olimpia - 1978 : CD Motagua - 1979 : Club Marathón - 1980 : Real España - 1981 : CD Vida - 1982 : CD Olimpia - 1983 : CD Vida - 1984 : CD Olimpia - 1985 : Club Marathón - 1986 : CD Olimpia - 1987 : CD Olimpia - 1988 : Real España - 1989 : CD Olimpia |  | - 1990/91 : Real España - 1991/92 : CD Motagua - 1992/93 : CD Olimpia - 1993/94 : Real España - 1994/95 : CD Victoria - 1995/96 : CD Olimpia - 1996/97 : CD Olimpia - 1997/98 A : CD Motagua - 1997/98 C : CD Motagua - 1999 : CD Olimpia - 1999/00 A : CD Motagua - 1999/00 C : CD Motagua - 2000/01 A : CD Olimpia - 2000/01 C : Deportivo Platense - 2001/02 A : CD Motagua - 2001/02 C : Club Marathón - 2002/03 A : CD Olimpia - 2002/03 C : Club Marathón - 2003/04 A : Real España - 2003/04 C : CD Olimpia - 2004/05 A : Club Marathón - 2004/05 C : CD Olimpia - 2005/06 A : CD Olimpia - 2005/06 C : CD Olimpia - 2006/07 A : CD Motagua |  | - 2006/07 C : Real España - 2007/08 A : Club Marathón - 2007/08 C : CD Olimpia - 2008/09 A : Club Marathón - 2008/09 C : CD Olimpia - 2009/10 A : Club Marathón - 2009/10 C : CD Olimpia - 2010/11 A : Real España - 2010/11 C : CD Motagua - 2011/12 A : CD Olimpia - 2011/12 C : CD Olimpia - 2012/13 A : CD Olimpia - 2012/13 C : CD Olimpia - 2013/14 A : Real España - 2013/14 C : CD Olimpia - 2014/15 A : CD Motagua - 2014/15 C : CD Olimpia - 2015/16 A: Honduras Progreso - 2015/16 C: CD Olimpia - 2016/17 A: CD Motagua - 2016/17 C: CD Motagua - 2017/18 A: Real España |

## Eeuwige ranglijst (1965-2018)
Vetgedrukt de clubs die in 2017/18 in de hoogste klasse spelen. 
| Club                | Stad                | /54 | Periode                                    |
| ------------------- | ------------------- | --- | ------------------------------------------ |
| Olimpia             | Tegucigalpa         | 54  | 1965-                                      |
| Motagua             | Tegucigalpa         | 54  | 1965-                                      |
| Vida                | La Ceiba            | 54  | 1965-                                      |
| Real España         | San Pedro Sula      | 54  | 1965-                                      |
| Marathón            | San Pedro Sula      | 54  | 1965-                                      |
| Platense            | Puerto Cortés       | 53  | 1965-1981, 1983-                           |
| Victoria            | La Ceiba            | 42  | 1968-1971, 1977-2016                       |
| Universidad         | Tegucigalpa         | 26  | 1972-1981, 1983-1985, 1987-1988, 1996-2007 |
| Broncos             | Choluteca           | 15  | 1972-1981, 1994-1996, 1999-2001            |
| Honduras Progreso   | El Progreso         | 10  | 1965-1970, 2014-                           |
| Atlético Indio      | Tegucigalpa         | 9   | 1967-1974, 1991-1992                       |
| Deportes Savio      | Santa Rosa de Copán | 9   | 2000-2002, 2007-2014                       |
| Real Maya           | Danlí               | 8   | 1992-1999, 2002-2004                       |
| Sula                | La Lima             | 7   | 1984-1991                                  |
| Petrotela           | Tela                | 6   | 1985-1986, 1990-1994                       |
| Hispano             | Comayagua           | 6   | 2005-2011                                  |
| Troya               | Tegucigalpa         | 5   | 1965-1967, 1971-1973                       |
| Atlético Español    | Tegucigalpa         | 5   | 1965-1969, 1970-1971                       |
| Federal             | Tegucigalpa         | 5   | 1974-1977, 1999-2000                       |
| Atlético Morazán    | Tegucigalpa         | 5   | 1980-1984                                  |
| Independiente       | San Pedro Sula      | 5   | 1981-1982, 1995-1998                       |
| Real Sociedad       | Tocoa               | 6   | 2012-                                      |
| Atlético Olanchano  | Catacamas           | 5   | 1976, 2003-2005, 2006-2008                 |
| Súper Estrella      | Danlí               | 4   | 1989-1993                                  |
| San Pedro           | San Pedro Sula      | 3   | 1965-1968                                  |
| Lempira             | La Lima             | 3   | 1969-1972                                  |
| Necaxa              | Tegucigalpa         | 2   | 2010-2012                                  |
| Dandy               | San Pedro Sula      | 2   | 1982-1983                                  |
| EACI                | Olanchito           | 2   | 1986-1987                                  |
| Curaçao             | Tegucigalpa         | 2   | 1988-1990                                  |
| Deportes Progreseño | El Progreso         | 2   | 1993-1995                                  |
| Juticalpa           | Juticalpa           | 3   | 2015-                                      |
| Parrillas One       | San Pedro Sula      | 2   | 2013-2015                                  |
| Atlético Choloma    | Choloma             | 2   | 2011-2013                                  |
| Real Juventud       | Santa Bárbara       | 2   | 2008-2010                                  |
| Municipal Valencia  | Tegucigalpa         | 2   | 2004-2006                                  |
| Verdún              | Tegucigalpa         | 1   | 1971-1972                                  |
| Atlántida           | La Ceiba            | 1   | 1975                                       |
| Salzburg            | El Progreso         | 1   | 2002-2003                                  |
| Palestino           | San Pedro Sula      | 1   | 1997-1998                                  |
| Social Sol          | Olanchito           | 1   | 2016-2017                                  |
| Atlético Portuario  | Puerto Cortés       | 1   | 1979                                       |
| Broncos UNAH        | Tegucigalpa         | 1   | 1982                                       |
| Tiburones           | Choluteca           | 1   | 1978-1979                                  |
| Real Comayagua      | Comayagua           | 1   | 2001-2002                                  |
| Lobos UPNFM         | Tegucigalpa         | 1   | 2017-                                      |

1. ↑  <Platense FC speelde tot 2012 als Deportivo Platense
2. ↑  Universidad nam in 1982 de franchise van Broncos over en speelde in 1982 als Broncos UNAH
3. ↑  Honduras Progeso speelde tot 1969 als CD Honduras en in 1969/70 als CD Progreso
4. ↑  Real Maya speelde in 2003-2004 als Real Patepluma in de stad Santa Bárbara
5. ↑  Sula kocht de franchise van Juventud Morazánica in 19685 en speelde dat jaar als Juventud de Sula
6. ↑  Petrotela speelde tot 1991 als Tela Timsa
7. ↑  Atlético Morazán speelde in 1983 en 1984 als Juventud Morazánica
8. ↑  Atlético Olanchano speelde in 1976 als Campamento in de stad Campamento
9. ↑  San Pedro speelde in 1965/66 als La Salle

Honduras Progreso · 
Juticalpa · 
Marathón · 
Motagua · 
Olimpia · 
Platense ·
Real España · 
Real Sociedad ·
UPNFM · 
Vida
1965/66 · 1966/67 · 1967/68 · 1968/69 · 1969/70 · 1970 · 1970/71 · 1971/72 · 1972/73 · 1973 · 1974 · 1975 · 1976 · 1977 · 1978/79 · 1979 · 1980 · 1981 · 1982 · 1983 · 1984 · 1985 · 1986 · 1987 · 1988 · 1989/90 · 1990/91 · 1991/92 · 1992/93 · 1993/94 · 1994/95 · 1995/96 · 1996/97 · 1997/98 · 1999 · 1999/00 · 2000/01 · 2001/02 · 2002/03 · 2003/04 · 2004/05 · 2005/06 · 2006/07 · 2007/08 · 2008/09 · 2009/10 · 2010/11 · 2011/12 · 2012/13 · 2013/14 · 2014/15 · 2015/16 · 2016/17 · 2017/18 · 2018/19 · 2019/20 · 2020/21